# Szostakowice
Szostakowice (deutsch Schockwitz) ist ein zum Dorf Sulęcin gehörender Weiler in Niederschlesien. Der Ort liegt in der Gmina Siechnice im Powiat Wrocławski in der polnischen Woiwodschaft Niederschlesien.

## Geographie
Das Straßendorf Szostakowice liegt zwei Kilometer westlich von Sulęcin (Saulwitz), sechs Kilometer südlich des Gemeindesitzes Siechnice (Tschechnitz) sowie 18 Kilometer südöstlich der Kreis- und Woiwodschaftshauptstadt Breslau. Der Ort liegt in der Nizina Śląska (Schlesische Tiefebene) innerhalb der Równina Wrocławska (Breslauer Ebene).

## Geschichte
Das Dorf wurde 1300 erstmals als Cachowicz erwähnt. Weitere Erwähnung erfolgten 1360 als Schakowicz  sowie 1396 als Schostacowicz.
Nach dem Ersten Schlesischen Krieg 1742 fiel Schockwitz zusammen mit dem größten Teil Schlesiens an Preußen. 1783 bestanden im Ort eine evangelische Schule, zwei Bauernstellen, sieben andere Häuser und 39 Einwohner.
Nach der Neugliederung Preußens gehörte die Landgemeinde Schockwitz ab 1815 zur Provinz Schlesien und war ab 1816 dem Landkreis Ohlau eingegliedert. 1874 wurde der Amtsbezirk Rohrau gegründet, welcher die Landgemeinden Jungwitz, Rohrau, Saulwitz und Schockwitz und den Gutsbezirk Rohrau umfasste. 1885 zählte der Ort 60 Einwohner.
1933 zählte Schockwitz 85, 1939 wiederum 83 Einwohner. Bis 1945 befand sich der Ort im Landkreis Ohlau.
Als Folge des Zweiten Weltkriegs fiel Schockwitz wie fast ganz Schlesien 1945 an Polen, wurde in Szostakowice umbenannt und der Woiwodschaft Breslau angegliedert. Die deutsche Bevölkerung wurde, soweit sie nicht vorher geflohen war, weitgehend vertrieben. Die neu angesiedelten Bewohner waren zum Teil Heimatvertriebene aus Ostpolen. 1999 kam der Ort zum Powiat Wrocławski in der Woiwodschaft Niederschlesien.